# Révélation inattendue d'un métier
Révélation inattendue d'un métier ou (Découverte inopinée d'un vrai métier) est une nouvelle de l'écrivain autrichien Stefan Zweig, publié pour la première fois en France en 1935.

## Résumé
Avril 1931, à Paris. Sur un ton autobiographique, le narrateur, écrivain de retour de voyage, raconte comment, s'étant assis à la terrasse d'un café boulevard de Strasbourg, il découvre les activités d'un étrange personnage. Le soupçonnant tout d'abord d'être un inspecteur de police, il comprend finalement qu'il s'agit d'un pickpocket. Il suit ce dernier dans ses activités, compatissant à ses peines, quoique révolté par son forfait à l'encontre d'une pauvre femme. Compréhensif en voyant la pauvre condition de ce bandit, il va jusqu'à se glisser avec lui aux enchères de l'Hôtel Drouot, mais c'est finalement le narrateur que le pickpocket prend pour cible. Démasqué, le narrateur lui fait grâce, conscient des sommes de courage dont doit faire preuve le malfaisant et de sa misère.

## Éditions françaises
- Les Éditions de l'Ebook malin : nouvelle traduction d'Anaïs Ngo, édition enrichie ; Collection : La Caverne des introuvables ; 3 décembre 2013,  (ISBN 9782367883151)
- Dans La Peur, recueil de six nouvelles de Stefan Zweig. Traduction de Alzir Hella. Octobre 2008  (ISBN 2-253-15370-2) (BNF 38924924).
- Découverte inopinée d'un vrai métier, recueil de nouvelles avec la nouvelle « La vieille dette ». Editions Gallimard en 2014.